# Fimoză
Fimoza este o afecțiune medicală ce împiedică retragerea completă a prepuțului la baza glandului la băieți sau la persoane adulte. Cuvântul fimoză derivă din grecescul phimos (φῑμός, "= botniță"). Termenul este ambiguu deoarece este folosit pentru a exprima atât o stare fiziologică în dezvoltarea individului (nu o boală), cât și o stare patologică(i.e. o stare ce creează probleme unei persoane). Elasticitatea și ambiguitatea unei definiții sunt obișnuite când se referă la copii. Rapoartele contradictorii și variațiile mari cu privire la rata circumciziilor post-neonatale reflectă lipsa  de precizie a criteriilor de diagnosticare. 
Fimoza a devenit o temă controversată în dezbaterile despre circumcizie .
La majoritatea copiilor fimoza este mai degrabă fiziologică decât patologică, în timp ce la copiii mai mari și la adulți este mai frecvent patologică decât fiziologică. Unii au sugerat ca fimoza fiziologică la copii să se refere la neretractibilitatea prepuțului din perioada de creștere pentru a face o distincție mai clară între această etapă normală a dezvoltării și formele patologice ale fimozei. Abordările diferite sunt potrivite.
De remarcat că și femeile pot suferi de fimoză clitoridiană.

## Fimoza congenitală sau infantilă
Încă din cea mai mare parte a secolului trecut în lumea medicală era larg recunoscut faptul că la băieții mici cu o dezvoltare normală prepuțul este incomplet separat de epiteliul glandului penisului. Prepuțul nu poate fi retractat cu ușurință. Există patru tipuri de atitudini și răspunsuri medicale față de fimoza infantilă "normală":
1. Unii medici, în special în prima jumătate a secolului douăzeci, recomandau retractarea repetată a prepuțului, la nevoie chiar puțin forțat, pentru desprinderea lui de gland. Se credea că separarea timpurie a prepuțului de gland permițând astfel spălarea glandului și a prepuțului ar putea preveni apariția fimozei patologice și a problemelor urinare la băieții mai mari.  Se credea că igiena deficitară este un factor declanșator al apariției fimozei patologice. De mai multe decenii medicii nu mai recomandă această abordare.
2. În special la mijlocul secolului douăzeci, unii doctori foloseau prevenirea fimozei ca justificare pentru circumciziile neonatale de rutină. [3]  Circumcizia nu previne fimoza, dar conform unor statistici cu privire la apariția fimozei, cel puțin 10 din 20 copii ar trebui circumciși pentru a preveni fiecare caz potențial de fimoză. Dacă cineva ar crede chiar și în cele mai joase estimări cu privire la incidența fimozei, și mai mulți copii ar trebui circumciși pentru a preveni fiecare caz de fimoză. Deși există susținători pentru această abordare, majoritatea medicilor pediatri nu consideră prevenirea fimozei ca un argument convingător pentru susținerea circumciziilor neonatale de rutină.[6]
3. În ultimele trei decenii, deoarece rata circumciziilor în America de Nord a scăzut, cele mai obișnuite recomandări ale societăților medicale, cât și cărțile pentru îngrijirea copiilor scrise de experți, subliniază faptul că este normal ca retragerea completă a prepuțului la copii să nu fie posibilă și că acest lucru nu este trebuie făcut. Academia Americană de Pediatrie recomandă spălarea ușoară cu apă și săpun, dar în special nu recomandă decalotarea forțată.[6] Se presupune acum că inflamațiile cauzate de retragerea forțată a prepuțului contribuie la apariția fimozei patologice la o vârstă mai mare.[1] Deși rata tratamentului chirurgical al fimozei (de obicei prin circumcizie) este în scădere, unii urologi pediatri afirmă că mulți medici continuă să distingă cu greutate neretractibilitatea fiziologică a prepuțului de fimoza patologică, supradiagnosticând fimoza patologică.[7][8][9]
4. Uneori fimoza este folosită ca justificare pentru circumcizie,[2][9] astfel încât circumcizia să fie acoperită de sistemul național de asigurări de sănăte. Pentru un copil mai mare, definiția fimozei poate fi extinsă de către un medic; în special acolo unde(ca în America de Nord), circumcizia post-neonatală este de obicei executată ambulator de către un urolog pediatru, cu costuri mai mari decât pentru circumcizia neonatală.[9]

Nu toate fimozele la copii sunt fiziologice. Deși neobișnuit, fimoza poate conduce ocazional la dureri sau obstrucție urinară. Cauzele apariției fimozei patologice în copilărie sunt variate. Unele cazuri de fimoză pot să apară în urma balanitelor (inflamații ale glandului penisului), poate din cauza unor eforturi inadecvate de separare și retragere a prepuțului la copil. Alte cazuri de prepuț neretractabil pot fi cauzate de stenoze prepuțiale sau de o strâmtorare ce împiedică descoperirea glandului, de fuziunea prepuțului cu glandul penisului la copii, sau de un fren scurt care împiedică retracția prepuțului. În unele cazuri cauzele fimozei nu sunt clare, sau este greu de făcut diferența intre fimoza fiziologică și cea patologică dacă un copil are dureri în timpul micțiunii sau dacă prepuțul se umflă în timpul urinării sau dacă există un disconfort aparent. Totuși, chiar și umflarea prepuțului în timpul urinării nu indică întotdeauna o obstrucție urinară. 
Există câteva moduri de abordare a fimozei la copii. Majoritatea cazurilor de fimoză simplă fiziologică nu necesită o atenție deosebită și dispar în timp sau prin simpla întindere a prepuțului. Numeroase unguente locale cu steroizi sunt eficiente în grăbirea separării prepuțului de gland fără a fi necesară intervenția chirurgicală. Mai multe tehnici chirurgicale au fost clasificate, de la o simplă deschizătură(șliț) practicată într-un anumit segment al prepuțului până la îndepărtarea completă a acestuia(circumcizie).

## Fimoza dobândită
Relative phimosis in adult

Fimoza la adulți și la copiii mai mari poate avea diferite grade de severitate, unii bărbați pot să-și retracteze parțial prepuțul ("fimoză relativă"), iar alții nu pot să-și descopere glandul nici în stare flască ("fimoză completă"). 
Există o mare variație a preponderenței fimozei patologice raportate, grație "flexibilității" criteriilor de diagnosticare. Adesea este citată o rată a incidenței fimozei la populația adultă necircumcisă de 1% până la 2%, deși au fost raportate rate mai mari ale incidenței fimozei în urma efectuării unor studii facute pe copii mai mari sau adolescenți. Fimoza relativă este mai obișnuită, cu o estimare a incidenței de aproximativ 8% la bărbații necircumciși. 
Atunci când fimoza se dezvoltă la un adult necircumcis care anterior apariției fimozei putea să-și retragă prepuțul, este aproape întotdeauna vorba despre o cauză patologică și este foarte probabil ca această fimoză să creeze probleme barbatului.
O cauză importantă a fimozei patologice dobândite este balanita xerotică obliterantă cronică [balanitis xerotica obliterans] (BXO), o stare de origine necunoscută a pielii care produce în apropierea vârfului prepuțului un inel albicios de țesut cicatriceal întărit cu o elasticitate scăzută care împiedică retragerea prepuțului peste gland. Unele dovezi sugerează că BXO ar putea fi similară cu maladia numită [lichen sclerosus et atrophicus] care afectează vulva.  Toți factorii infecțioși, inflamatori și hormonali sunt implicați sau presupuși a fi factori ce contribuie la apariția fimozei. De obicei este recomandată circumcizia deși există alternative.
Fimoza poate să apară și în urma altor tipuri de inflamații cronice (e.g., balanoposthitis), cateterizări repetate sau retracții forțate ale prepuțului.
Images of phimosis.
Dilatarea și întinderea
Pielea aflată sub tensiune(întindere) se extinde prin apariția de celule suplimentare. Prin întinderea ușoară pe o perioadă mai lungă de timp se obține o creștere permanentă a dimensiunilor prepuțului. Acest tratament nu este traumatic sau distructiv. Întinderea manuală poate fi făcută fără ajutorul medicului. Tratamentul este ieftin. Reducerea fimozei prin metoda întinderii oferă avantajul că păstrează nervii care asigură plăcerea sexuală și tot țesutul prepuțial. Metoda Beaugé și-a dovedit eficiența în multe cazuri.

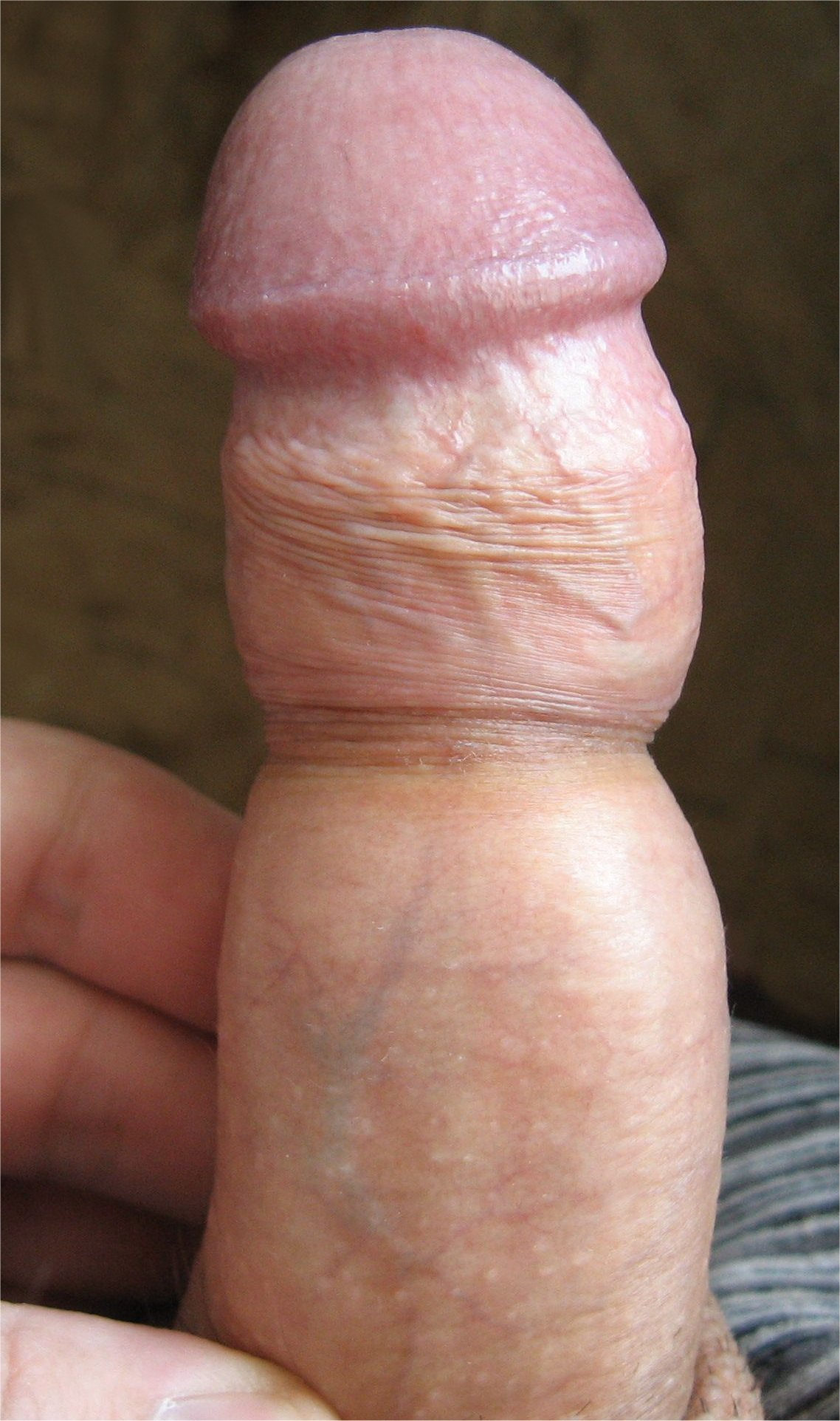
Phimotic ring

## Posibile complicații ale fimozei dobândite
Complicațiile cronice ale fimozei dobândite(patologice) pot include discomfort sau dureri în timpul urinării sau raporturilor sexuale. Poate fi împiedicat jetul urinar, având ca rezultat picurarea și stropirea în urma urinării. Mai rar, dar nu imposibil poate să apară obstrucția urinară care este o complicație mai periculoasă. Dacă un prepuț parțial retractabil se retractă în timpul unui raport sexual, pot să apară dureri și o constricție a glandul penisului. Un prepuț complet neretractabil rareori este dureros. Există unele dovezi care includ fimoza între factorii de risc ai cancerului penian. 
Cea mai rea complicație acută este parafimoza (Image. ). În această stare acută, glandul este umflat și dureros, iar prepuțul este immobilizat de umflătură într-o poziție de retracție parțială. Partea proximală a penisului este flacidă. Parafimoza este considerată o urgență.

## Tratamentul fimozei

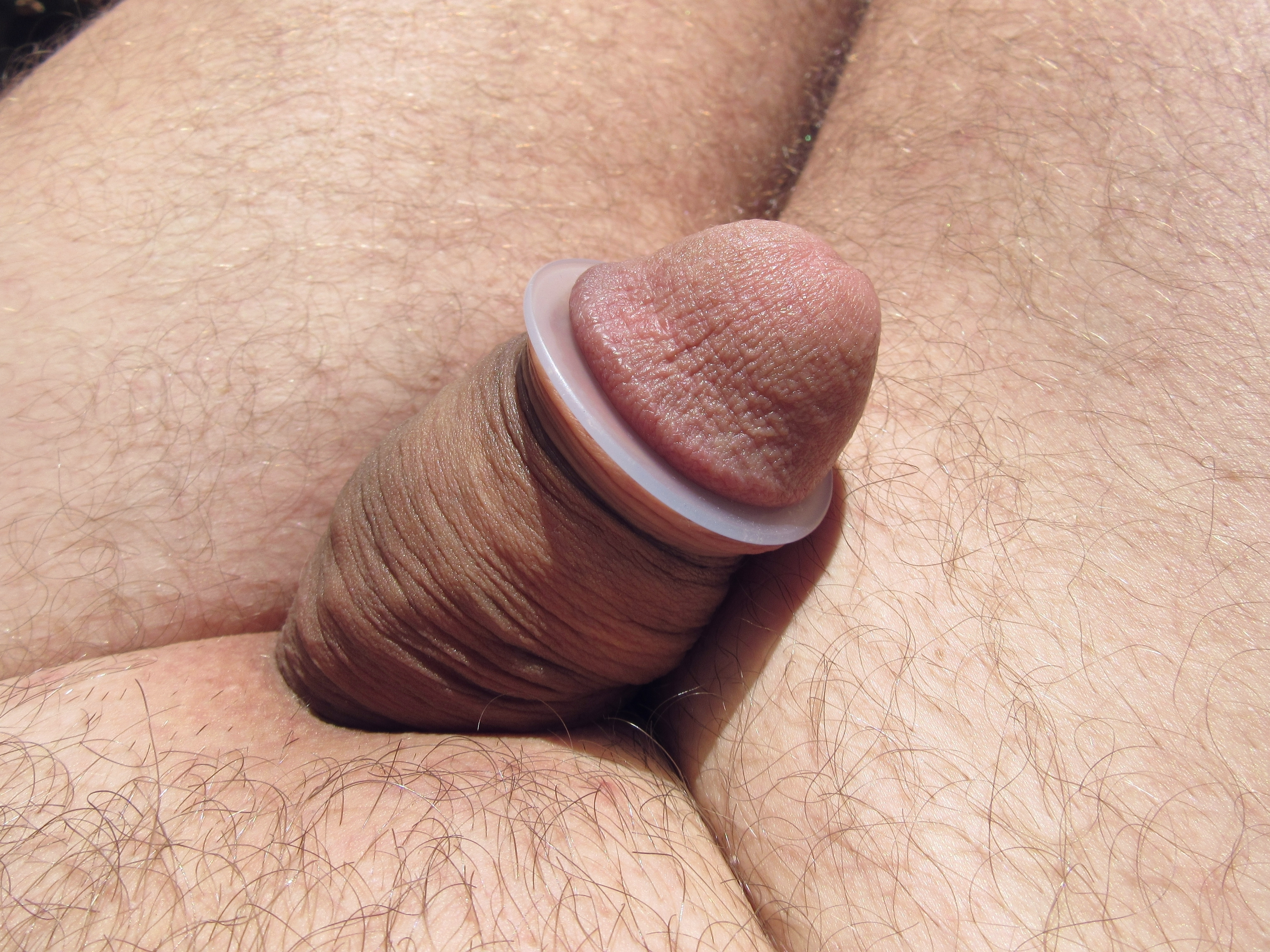
Inel de corecție fimoza.

La copii fimoza este aproape întotdeauna fiziologică și trebuie tratată numai dacă generează probleme evidente cum ar fi o obstrucție sau un disconfort urinar. La adulți și la copiii mai mari trebuie făcută o distincție între fimoză și frenul scurt care adesea necesită intervenția chirurgicală. Cele două situații pot să apară simultan.
Tratamentul nechirurgical poate fi eficient la adulți sau la copiii mai mari dacă problemele create de fimoză nu sunt acute sau severe. Pacientul sau medicul aleg tratamentul considerând circumcizia fie ca o ultimă opțiune ce trebuie evitată, fie ca o metodă preferată. Unii adulți cu prepuț neretractabil nu au nici un fel de dificultăți și nu consideră necesară tratarea fimozei.
- Circumcizia este soluția chirurgicală tradițională în cazul fimozei patologice și este eficientă. Complicațiile serioase ale circumciziei sunt foarte rare, dar au fost raportate complicații minore în aproximativ 0.2-0.6% [6] [9] din cazuri (necesitatea efectuării unei corecții, a unei meatotomii sau redeschiderea uretrei).
- Prepuțoplastia corectează fimoza printr-o incizie longitudinală a prepuțului cu suturare transversală efectuată în zona îngustată a prepuțului [15][16] și poate fi o alternativă eficientă la circumcizie.[9] Față de circumcizie care este mai traumatizantă, această metodă are avantajul că necesită o perioadă mai scurtă de vindecare, este mai puțin dureroasă și nu are consecițe estetice.

Rate înlte de succes au fost obținute și cu ajutorul unor metode nechirurgicale:
- Applicarea locală a unei creme cu steroizi timp de 4-6 săptămâni este relativ simplă și mai puțin costisitoare decât tratamentele chirurgicale.[9]  Această metodă a înlocuit circumcizia ca tratament preferat în Marea Britanie.[17][18]

Există un curent de opinie printre specialiști care promovează utilizarea unor metode alternative în vederea evitării metodelor chirurgicale și a riscurilor asociate acestora. Întindrea prepuțului poate fi realizată manual, uneori prin masturbare, fiind cunoscută ca metoda Beaugé. Întinderea mai poate fi realizată cu ajutorul unor baloane plasate sub prepuț sub anestezie, sau cu ajutorul unui instrument. Întinderea țesutului declanșează creșterea de noi celule epiteliale având drept rezultat lărgirea inelului prepuțial care împiedica retracția prepuțului.

## Incidența
Au fost publicate numeoase statistici mediale legate de incidența fimozei. Diferențele dintre aceste rapoarte sunt mari din cauza dificultății de a face o distincție între fimoza fiziologică și cea patologică, a diferențelor în definirea fimozei, din cauza problemelor de constatare și din cauza altor influențe cum ar fi rata circumciziilor post-neonatale. În general este citată o incidență fimozei patologice la copiii și adulții necircumciși de 1%., Atunci când fimoza este echivalată cu neretractibilitatea prepuțului după vârsta de 3 ani, incidența raportată a fimozei crește semnificativ.
Alții au raportat o incidență la adulți și adolescenți de 50%, probabil incluzând multe cazuri de fimoză fiziologică și reretractibilitate parțială..

## Fimoza în istorie
- Conform unor relatări, în primii 7 ani de căsnicie fimoza l-a împiedicat pe Louis XVI al Franței să aibă copii cu soția sa Marie Antoinette. Ea avea 14 ani, iar el avea 15 ani când s-au căsătorit în 1770. Totuși, prezența și natura acestei anomaii ganitale nu sunt considerate ca fiind certe, iar unii savanți (Vincent Cronin și Simone Bertiere) au afirmat că un posibil tratament chirurgical ar fi trebuit să fie menționat în înregistrările tratamentelor medicale dacă ar fi avut loc.[necesită citare]